# Ardenno
Ardenno är en ort och kommun i provinsen Sondrio i regionen Lombardiet i Italien. Kommunen hade 3 260 invånare (2018).